# Skiljenämnden i vissa trygghetsfrågor
Skiljenämnden i vissa trygghetsfrågor är en svensk statlig förvaltningsmyndighet, som sorterar under Finansdepartementet och har till uppgift att pröva frågor om tvister om tillämpningen av avtalet den 31 januari 1986 om ersättning vid personskada (PSA). Skiljenämnden prövar också överklaganden av beslut av Kammarkollegiet, bland annat enligt lagen (1977:266) om statlig ersättning vid ideell skada.
Kammarkollegiet utför administrativa och handläggande uppgifter åt myndigheten.